# Bucy-lès-Pierrepont
Bucy-lès-Pierrepont és un municipi francès situat al departament de l'Aisne i a la regió dels Alts de França. L'any 2007 tenia 420 habitants.

## Demografia

### Població
El 2007 la població de fet de Bucy-lès-Pierrepont era de 420 persones. Hi havia 160 famílies de les quals 48 eren unipersonals (16 homes vivint sols i 32 dones vivint soles), 44 parelles sense fills, 52 parelles amb fills i 16 famílies monoparentals amb fills.
La població ha evolucionat segons el següent gràfic:
Habitants censats

### Habitatges
El 2007 hi havia 208 habitatges, 175 eren l'habitatge principal de la família, 6 eren segones residències i 27 estaven desocupats. 201 eren cases i 7 eren apartaments. Dels 175 habitatges principals, 134 estaven ocupats pels seus propietaris, 39 estaven llogats i ocupats pels llogaters i 2 estaven cedits a títol gratuït; 2 tenien una cambra, 8 en tenien dues, 18 en tenien tres, 59 en tenien quatre i 88 en tenien cinc o més. 116 habitatges disposaven pel capbaix d'una plaça de pàrquing. A 87 habitatges hi havia un automòbil i a 60 n'hi havia dos o més.

### Piràmide de població
La piràmide de població per edats i sexe el 2009 era:
| Homes | Edats   | Dones |
| ----- | ------- | ----- |
| 0     | 95 o +  | 0     |
| 0     | 90 a 94 | 0     |
| 0     | 85 a 89 | 4     |
| 0     | 80 a 84 | 0     |
| 4     | 75 a 79 | 8     |
| 20    | 70 a 74 | 16    |
| 16    | 65 a 69 | 16    |
| 12    | 60 a 64 | 20    |
| 4     | 55 a 59 | 8     |
| 4     | 50 a 54 | 8     |
| 28    | 45 a 49 | 8     |
| 8     | 40 a 44 | 16    |
| 12    | 35 a 39 | 28    |
| 12    | 30 a 34 | 12    |
| 12    | 25 a 29 | 16    |
| 4     | 20 a 24 | 8     |
| 8     | 15 a 19 | 8     |
| 16    | 10 a 14 | 28    |
| 20    | 5 a 9   | 16    |
| 8     | 0 a 4   | 4     |

## Economia
El 2007 la població en edat de treballar era de 255 persones, 180 eren actives i 75 eren inactives. De les 180 persones actives 157 estaven ocupades (88 homes i 69 dones) i 23 estaven aturades (6 homes i 17 dones). De les 75 persones inactives 16 estaven jubilades, 25 estaven estudiant i 34 estaven classificades com a «altres inactius».

### Ingressos
El 2009 a Bucy-lès-Pierrepont hi havia 178 unitats fiscals que integraven 440 persones, la mediana anual d'ingressos fiscals per persona era de 13.983,5 €.

### Activitats econòmiques
Dels 10 establiments que hi havia el 2007, 1 era d'una empresa alimentària, 1 d'una empresa de fabricació d'altres productes industrials, 2 d'empreses de construcció, 1 d'una empresa de comerç i reparació d'automòbils, 2 d'empreses de transport, 2 d'empreses d'hostatgeria i restauració i 1 d'una empresa immobiliària.
Dels 4 establiments de servei als particulars que hi havia el 2009, 1 era una oficina de correu, 1 lampisteria, 1 electricista i 1 restaurant.
L'únic establiment comercial que hi havia el 2009 era una fleca.
L'any 2000 a Bucy-lès-Pierrepont hi havia 6 explotacions agrícoles que ocupaven un total de 1.314 hectàrees.

## Equipaments sanitaris i escolars
El 2009 hi havia una escola elemental.

## Poblacions més properes
El següent diagrama mostra les poblacions més properes.